# Tây Bắc Hawaii
Quần đảo Tây Bắc Hawaii (tiếng Anh: Northwestern Hawaiian Islands) hay quần đảo Dưới Gió (tiếng Anh: Leeward Islands) là một nhóm các đảo và rạn san hô vòng thuộc khu vực phía tây bắc của quần đảo Hawaii. Quần đảo này (trừ rạn san hô vòng Midway) nằm dưới sự quản lý của quận Honolulu, tiểu bang Hawaii, Hoa Kỳ. Cục Thống kê Dân số Hoa Kỳ định nghĩa khu vực này là Dãy điều tra 114.98 thuộc quận Honolulu. Tổng diện tích đất của quần đảo là 3,1075 dặm vuông Anh (8,048 km2).

## Địa lý

### Địa chất
Quần đảo Tây Bắc Hawaii được hình thành từ 7 đến 30 triệu năm về trước, khởi thủy là các núi lửa hình khiên nằm trên điểm nóng địa chất vốn còn hình thành nên chuỗi núi ngầm Hawaii-Emperor ở phía bắc và nhóm đảo chính Hawaii ở phía nam. Sự dịch chuyển của mảng Thái Bình Dương về phương nam và sau đó về hướng tây bắc trên điểm nóng địa chất vừa nêu đã gây ra các vụ phun trào núi lửa mà từ đó hình thành nên chuỗi đảo nằm theo phương tuyến tính. Theo thời gian, các địa khối biệt lập dần bị xói mòn và sụt lún khiến địa hình phân hoá từ các đảo cao ở phía đông nam quần đảo (tương tự các đảo chính Hawaii) thành các rạn san hô vòng (hay núi ngầm) ở phía tây bắc quần đảo. Mỗi đảo trong quần đảo Tây Bắc Hawaii đều đang trong các giai đoạn xói mòn khác nhau. Các đảo Nihoa, Necker và các đỉnh nhọn Pinnacles là những đảo đá bazan vẫn chưa trở thành các rạn san hô vòng do mức độ xói mòn chưa đạt đến độ cần thiết hoặc do rạn san hô phát triển không đáng kể. Các đảo Laysan và Lisianski là những đảo cát thấp còn Frigate Pháp, Pearl và Hermes, Midway và Kure là các rạn san hô vòng.
Ở phía bắc điểm Darwin, tốc độ phát triển của rạn san hô phát triển thấp hơn tốc độ sụt lún của đảo núi lửa nên khi mảng Thái Bình Dương dịch chuyển về tây bắc thì các đảo núi lửa này sụt thành các núi ngầm. Rạn san hô vòng Kure nằm ngay trên điểm Darwin và tương lai sẽ chìm hoàn toàn xuống đại dương nếu như san hô tạo rạn phát triển không kịp với tốc độ sụt lún. Đây cũng chính là định mệnh được báo trước của tất cả các đảo Hawaii.

### Danh sách thực thể địa lý
| Danh sách thực thể địa lý thuộc quần đảo Tây Bắc Hawaii | Danh sách thực thể địa lý thuộc quần đảo Tây Bắc Hawaii | Danh sách thực thể địa lý thuộc quần đảo Tây Bắc Hawaii | Danh sách thực thể địa lý thuộc quần đảo Tây Bắc Hawaii | Danh sách thực thể địa lý thuộc quần đảo Tây Bắc Hawaii | Danh sách thực thể địa lý thuộc quần đảo Tây Bắc Hawaii |
| STT                                                     | Tên dịch                                                | Tên tiếng Anh                                           | Tên tiếng Hawaii                                        | Toạ độ                                                  | Hình ảnh                                                |
| ------------------------------------------------------- | ------------------------------------------------------- | ------------------------------------------------------- | ------------------------------------------------------- | ------------------------------------------------------- | ------------------------------------------------------- |
| 01                                                      | Đảo Nihoa                                               | Nihoa/Bird Island                                       | Nihoa/Moku Manu                                         | 23°03′38″B 161°55′19″T / 23,06056°B 161,92194°T         |                                                         |
| 02                                                      | Đảo Necker                                              | Necker Island                                           | Mokumanamana                                            | 23°34′B 164°42′T / 23,567°B 164,7°T                     |                                                         |
| 03                                                      | Các bãi cạn Frigate Pháp                                | French Frigate Shoals                                   | Kānemilohaʻi                                            | 23°52.134′B 166°17.16′T / 23,8689°B 166,286°T           |                                                         |
| 04                                                      | Các đỉnh nhọn Gardner                                   | Gardner Pinnacles                                       | Pūhāhonu                                                | 25°01′B 167°59′T / 25,017°B 167,983°T                   |                                                         |
| 05                                                      | Rạn san hô Maro                                         | Maro Reef                                               | Nalukākala                                              | 25°24′54″B 170°35′24″T / 25,415°B 170,59°T              |                                                         |
| 06                                                      | Đảo Laysan                                              | Laysan Island                                           | Kauō                                                    | 25°46′3″B 171°44′0″T / 25,7675°B 171,73333°T            |                                                         |
| 07                                                      | Đảo Lisianski                                           | Lisianski Island                                        | Papaāpoho                                               | 26°03′51″B 173°57′57″T / 26,06417°B 173,96583°T         |                                                         |
| 08                                                      | Rạn san hô vòng Pearl và Hermes                         | Pearl and Hermes Atoll                                  | Holoikauaua                                             | 27°55′40″B 175°44′17″T / 27,92778°B 175,73806°T         |                                                         |
| 09                                                      | Rạn san hô vòng Midway                                  | Midway Atoll                                            | Pihemanu                                                | 28°12′B 177°21′T / 28,2°B 177,35°T                      |                                                         |
| 10                                                      | Rạn san hô vòng Kure                                    | Kure Atoll                                              | Mokupāpapa                                              | 28°25′B 178°20′T / 28,417°B 178,333°T                   |                                                         |

## Đa dạng sinh học và sinh vật đặc hữu
Quần đảo Hawaii nằm cách Bắc Mỹ 2.500 dặm (4.000 km) và cách châu Á 3.800 dặm (6.100 km). Sự cách biệt về mặt địa lý này tạo nên số loài sinh vật đặc hữu nhiều khác thường cho hệ sinh thái nơi đây. Chỉ loài nào có khả năng bay hoặc bơi với cự li cực lớn mới có thể đến được quần đảo này. Mặc dầu người bản địa Polynesia và sau này là người châu Âu đã đưa đến đây các sinh vật ngoại lai nhưng hệ sinh thái quần đảo Tây Bắc Hawaii vẫn hầu như nguyên vẹn. Được ví như những cánh rừng nhiệt đới của biển cả, các rạn san hô rộng lớn ở Papahānaumokuākea là ngôi nhà của hơn 7.000 loài sinh vật biển. Trong số các loài sinh vật sinh sống tại đây, có hơn 1.700 loài là đặc hữu của quần đảo Hawaii. Vì nguyên do này mà nơi đây còn được phong là "Galápagos của Mỹ".
Mặc dù không lâm vào tình trạng tồi tệ như các đảo chính Hawaii nhưng hệ sinh thái quần đảo Tây Bắc Hawaii cũng phải gánh chịu sự tàn phá từ phía con người. Cuối thế kỉ 19 - đầu thế kỉ 20, ngư dân, thợ mỏ phân chim và thợ săn chim lấy lông vũ đã giết hại phần lớn chim chóc và sinh vật biển của quần đảo này. Thỏ được đưa đến đảo Laysan và Lisianksi, nơi chúng gia tăng số lượng và ăn mất hầu hết thảm thực vật nơi đây, tuyệt diệt hoàn toàn một số loài thực vật. Điều may mắn là đa phần các mất mát trên đã được khôi phục và quần đảo gần như trở lại trạng thái ban đầu khi chưa bị con người khai phá.
Một số loài sinh vật đặc hữu của quần đảo Tây Bắc Hawaii là Telespiza ultima, Telespiza cantans, Anas laysanensis (tức vịt Laysan - "loài chim nước quý hiếm nhất của Hoa Kỳ") và Pritchardia remota. Một số loài nổi bật khác là Phoebastria immutabilis (hải âu Laysan), Monachus schauinslandi (hải cẩu thầy tu Hawaii) và Chelonia mydas (đồi mồi dứa). Hầu hết các loài đặc hữu của quần đảo có nguy cơ tuyệt chủng rất cao trong trường hợp xảy ra thảm hoạ nào đó quét sạch thảm sinh vật trên mỗi đảo. Quần đảo này cũng là nơi sở hữu đến 70% số rạn san hô của Hoa Kỳ.

## Khám phá

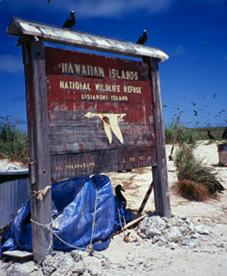
Tấm biển trên đảo Lisianski ghi chú về khu bảo tồn tại quần đảo Tây Bắc Hawaii.

Người ta biết rằng người Hawaii cổ đã thám hiểm tận đến đảo Necker nhưng có thể họ còn đi xa hơn nữa đến các bãi cạn Frigate Pháp. Tuy vậy, chắc chắn họ đã rời nơi này trước thời điểm cuối thế kỉ 18 do các hòn đảo hoàn toàn hoang vắng khi người châu Âu đặt chân đến. Việc nhiều thềm đất nông nghiệp được tìm thấy ở đảo Nihoa đã chứng tỏ rằng người bản địa Hawaii từng sống trên đảo trong thời gian dài; tuy nhiên, thảm thực vật nghèo nàn trên đảo Necker hầu như chắc chắn không thể duy trì cuộc sống cho nhiều người trong lâu dài được. Về vấn đề này, người ta cho rằng mục đích dân Hawaii đến đảo Necker là vì tôn giáo.
Hòn đảo đầu tiên trong quần đảo Tây Bắc Hawii được khám phá bởi người châu Âu là Nihoa. James Colnett khám phá ra đảo này năm 1786 mặc dù tài liệu lịch sử ghi nhận công lao này cho William Douglas. Cũng trong năm này, Jean-François de La Pérouse tìm ra đảo Necker và đặt tên đảo này theo tên của Bộ trưởng Bộ Tài chính Pháp là Jacques Necker. Sau đó, La Pérouse còn khám phá ra thêm các bãi cạn Frigate Pháp. Năm 1859, N.C. Middlebrooks khám phá nốt địa điểm cuối cùng trong quần đảo là rạn san hô vòng Midway. Năm 1925, thông qua chuyến thám hiểm Tanager, Hoa Kỳ đã vẽ bản đồ các đảo, khám phá và mô tả nhiều loài sinh vật mới đồng thời tìm ra các địa điểm khảo cổ trên đảo Nihoa và Necker.

### Đặt tên
Đa số các đảo nơi đây có hai tên gọi gồm tên tiếng Anh và tên tiếng Hawaii. Phần lớn các tên tiếng Hawaii đều mới được đặt trong thời hiện đại còn các tên gốc mà cư dân Hawaii dành cho đảo có thể được tìm thấy trong các oli (bài cầu nguyện) và moʻolelo (truyện kể) của họ.
Tên tiếng Hawaii Mokupāpapa của các bãi cạn Frigate Pháp quả thực là một câu đố. Mokupāpapa đúng thực là tên gọi do người Hawaii đặt nhưng có thể là dành cho rạn san hô vòng Johnston. Tuy nhiên, điều này khó có khả năng xảy ra bởi lẽ rạn san hô vòng Johnston nằm cách xa các đảo chính Hawaii hơn nhiều so với các bãi cạn Frigate Pháp. Vì lẽ này mà các nhà nhân loại học quyết định rằng Mokupāpapa hầu như chắc chắn là tên gọi dành cho các bãi cạn Frigate Pháp.
Năm 2003, một bảo tàng nhỏ mang tên Trung tâm Khám phá Mokupāpapa (Mokupāpapa Discovery Center) đã khai trương trong Tòa nhà S. Hata ở Hilo, Hawaii.

## Tượng đài Quốc gia
Ngày 15 tháng 6 năm 2006, tổng thống Hoa Kỳ George W. Bush công bố thành lập Khu bảo vệ hải dương quốc gia Papahānaumokuākea (Papahānaumokuākea Marine National Monument) căn cứ theo Đạo luật Các di tích cổ (Antiquities Act) năm 1906. Tượng đài Quốc gia này bao gồm các đảo cũng như vùng biển xung quanh thuộc quần đảo Tây Bắc Hawaii và là khu bảo tồn thiên nhiên hoang dã biển lớn nhất thế giới. Mặc dù tổng thống Theodore Roosevelt đã tuyên bố chuỗi đảo Tây Bắc Hawaii là khu bảo tồn chim từ năm 1909, và từ năm 2000 nơi này được tổng thống Bill Clinton lựa chọn làm khu bảo tồn hệ sinh thái, nhưng việc nâng cấp khu vực này lên làm tượng đài quốc gia là việc chưa từng có tiền lệ. 139.000 dặm vuông Anh (360.000 km2) đại dương được đặt trong trạng thái bảo vệ, và phần diện tích này tương đương với diện tích tiểu bang California của Mỹ.
Một hệ thống cấp phép nằm dưới sự quản lý hỗn hợp giữa tiểu bang Hawaii, NOAA và Cục Hoang dã và Cá Hoa Kỳ đảm nhiệm việc cấp phép cho những ai muốn vào trong khu bảo tồn này. Bất kì người nào muốn đến các đảo nơi đây đều phải tuân thủ các quy trình nghiêm ngặt được thiết kế nhằm ngăn ngừa các loài ngoại lai xâm nhập và phá vỡ hệ sinh thái trong khu bảo tồn. Tất cả áo quần phải mua mới và bọc lại trước khi đến nơi. Thực tế thì mọi vật dụng "mềm" (dây đeo máy ảnh, chăn mền) cũng phải mua mới, và tất cả các vật dụng "cứng" (máy ảnh, ốm nhòm) phải được làm sạch hoàn toàn. Sau đó, các đồ vật này sẽ được làm lạnh trong 48 giờ đồng hồ. Ứng với từng đảo muốn đến, người ta đều phải chuẩn bị một bộ thiết bị mới để đề phòng các sinh vật từ đảo này bám vào đó rồi di chuyển đến đảo khác. Tuy nhiên, các bãi cạn Frigate Pháp và rạn san hô vòng Midway là ngoại lệ bởi từ lâu chúng đã bị xáo trộn quá nhiều bởi con người.